# Glass Onion: Um Mistério Knives Out
Glass Onion: A Knives Out Mystery (bra/prt: Glass Onion: Um Mistério Knives Out) é um filme de mistério americano escrito e dirigido por Rian Johnson e produzido por Johnson e Ram Bergman para a T-Street Productions. Uma sequência de Knives Out (2019), Daniel Craig reprisa seu papel como o investigador Benoit Blanc, encabeçando um elenco que também inclui Edward Norton, Janelle Monáe, Kathryn Hahn, Leslie Odom Jr., Jessica Henwick, Madelyn Cline, Kate Hudson, Dave Bautista e Ethan Hawke.
Ao promover Knives Out em 2019, Johnson sugeriu a possibilidade de uma sequência. Em 2020, foi confirmado que ele estava trabalhando em uma história com Craig definido para reprisar seu papel. Em Março de 2021, a Netflix comprou os direitos de duas sequências por US$ 469 milhões. As filmagens ocorreram na ilha de Spetses, na Grécia, entre Junho e Julho de 2021, e continuaram fora da Grécia até setembro. Glass Onion: A Knives Out Mystery está programado para ser lançado em 23 de dezembro 2022 na Netflix.
Após sua estreia mundial no Festival Internacional de Cinema de Toronto em 10 de setembro de 2022, Glass Onion estreou em cinemas com duração limitada de uma semana em 23 de novembro de 2022, alcançando o maior número de visualizações de um filme da Netflix até então, arrecadando US$ 15 milhões; a Netflix o lançou em streaming em 23 de dezembro. Assim como seu antecessor, Glass Onion recebeu elogios da crítica, com críticos elogiando o roteiro e a direção de Johnson, as atuações do elenco e a trilha sonora. O National Board of Review nomeou Glass Onion como um dos dez melhores filmes de 2022. O filme recebeu uma indicação ao Oscar de Melhor Roteiro Adaptado e inúmeros outros prêmios.
Um terceiro filme, intitulado Wake Up Dead Man: A Knives Out Mystery, está previsto para ser lançado em 2025.

## Plot

A pintura de Leonardo da Vinci do início do século 16, Mona Lisa, é apresentada como um ponto importante da trama do filme.

Durante a pandemia de COVID-19, em maio de 2020, Miles Bron, co-fundador da empresa de tecnologia Alpha, organiza um jogo de mistério de assassinato na Glass Onion, sua mansão em uma ilha privada na Grécia. Ele convida seu grupo de amigos, os "Disruptors": o chefe de ciência da Alpha, Lionel Toussaint, a governadora de Connecticut, Claire Debella, a polêmica modelo que se tornou designer de moda Birdie Jay, o streamer de direitos dos homens Duke Cody, e a co-fundadora da Alpha Cassandra "Andi" Brand, que está afastada de Miles. Os cinco amigos recebem uma caixa de quebra-cabeça de madeira para decifrar e encontrar o convite dentro. Lionel, Claire, Birdie e Duke resolvem a caixa juntos, enquanto Andi quebra a caixa com um martelo.
Os Disruptors viajam para a ilha de Miles, acompanhados pela assistente de Birdie, Peg, e pela namorada de Duke, Whiskey. O famoso detetive Benoit Blanc se junta a eles, alegando que Miles o convidou. No entanto, Miles revela a Blanc em particular que os Disruptors eram os únicos convidados. Mesmo assim, Miles permite que Blanc fique, assumindo que outro convidado enviou o convite a ele. Antes do jantar, Miles exibe sua coleção de esculturas de vidro e a Mona Lisa, que ele tem emprestada do Louvre. Miles também revela que a mansão é alimentada por "Klear", um combustível alternativo à base de hidrogênio que a Alpha em breve começará a vender, apesar do conhecimento de Lionel e Claire de que é perigoso.
Blanc resolve o jogo de mistério de assassinato de Miles imediatamente e avisa privadamente Miles que os Disruptors têm motivos para matá-lo. Após uma discussão com o resto do grupo, Andi se retira furiosa. Duke morre repentinamente após beber do copo de Miles, e o grupo em pânico suspeita que Andi tentou envenenar Miles. Lionel chama a polícia, mas descobre que eles só poderão chegar pela manhã. Após o grupo descobrir que a pistola de Duke está desaparecida, ocorre uma queda de energia. Blanc encontra Andi, mas um agressor não visto a atinge a tiros. Blanc reúne o grupo e anuncia que resolveu o assassinato de Andi.
Um flashback prolongado mostra que Andi realmente morreu uma semana antes, aparentemente por suicídio. Sua irmã gêmea Helen contratou Blanc para investigar. Na Alpha, Andi havia interrompido o desenvolvimento do Klear devido às suas propriedades perigosas, e por isso Miles a demitiu. Andi processou Miles para recuperar o controle da Alpha, mas Miles venceu o processo porque os outros três Disruptors cometeram perjúrio ao testemunhar que Miles havia esboçado sozinho o plano da Alpha em um guardanapo anos antes; o esboço havia sido realmente desenhado por Andi. Pouco antes de sua morte, Andi havia enviado um e-mail ao grupo com uma foto mostrando o guardanapo original ainda em sua posse. Helen suspeitava que um dos Disruptors matou Andi e roubou o guardanapo para proteger Miles e a si mesmo. Com a morte de Andi ainda não sendo de conhecimento público, Blanc convenceu Helen a se passar por Andi na festa de Miles e ajudá-lo na investigação.
Helen ajuda Blanc a descobrir os motivos dos Disruptors para proteger Miles: Lionel e Claire apostaram suas reputações no Klear, Birdie precisa da assistência financeira de Miles para lidar com as consequências de empregar ignoradamente fábricas de exploração, e Duke está esperando por um programa na Alpha News. Cada um deles visitou a casa de Andi no dia de sua morte. Helen procura nos quartos dos convidados, mas não encontra o guardanapo. Quando Helen é baleada, o diário de Andi em seu bolso impede a bala de atingir seu alvo. Blanc diz a Helen para procurar no escritório de Miles.
Blanc deduz que Miles cometeu ambos os assassinatos: ele matou Andi depois de descobrir que ela tinha o guardanapo, e Duke viu Miles saindo da casa de Andi depois. Durante a festa, Duke viu uma reportagem de notícias sobre a morte de Andi e, percebendo que Miles era o responsável, tentou chantageá-lo. Miles então envenenou Duke com suco de abacaxi, ao qual Duke era mortalmente alérgico, e pegou a pistola de Duke, com a qual baleou Helen.
Helen encontra o guardanapo de Andi no escritório de Miles e revela sua identidade ao grupo. Miles queima o guardanapo, eliminando a evidência, e seus amigos se recusam a testemunhar contra ele. Blanc diz a Helen que fez tudo o que podia e vai para fora. Em fúria, Helen destrói as esculturas de vidro de Miles, e os Disruptors eventualmente se juntam a ela. Helen acende uma fogueira e joga um pedaço de Klear que Blanc lhe havia dado no fogo, causando uma explosão que destrói a mansão e a Mona Lisa. Percebendo que a destruição da pintura revelará que o Klear é perigoso e arruinará a reputação de Miles, os Disruptors decidem testemunhar contra ele. Na praia, Helen e Blanc observam enquanto barcos da polícia chegam.

## Elenco

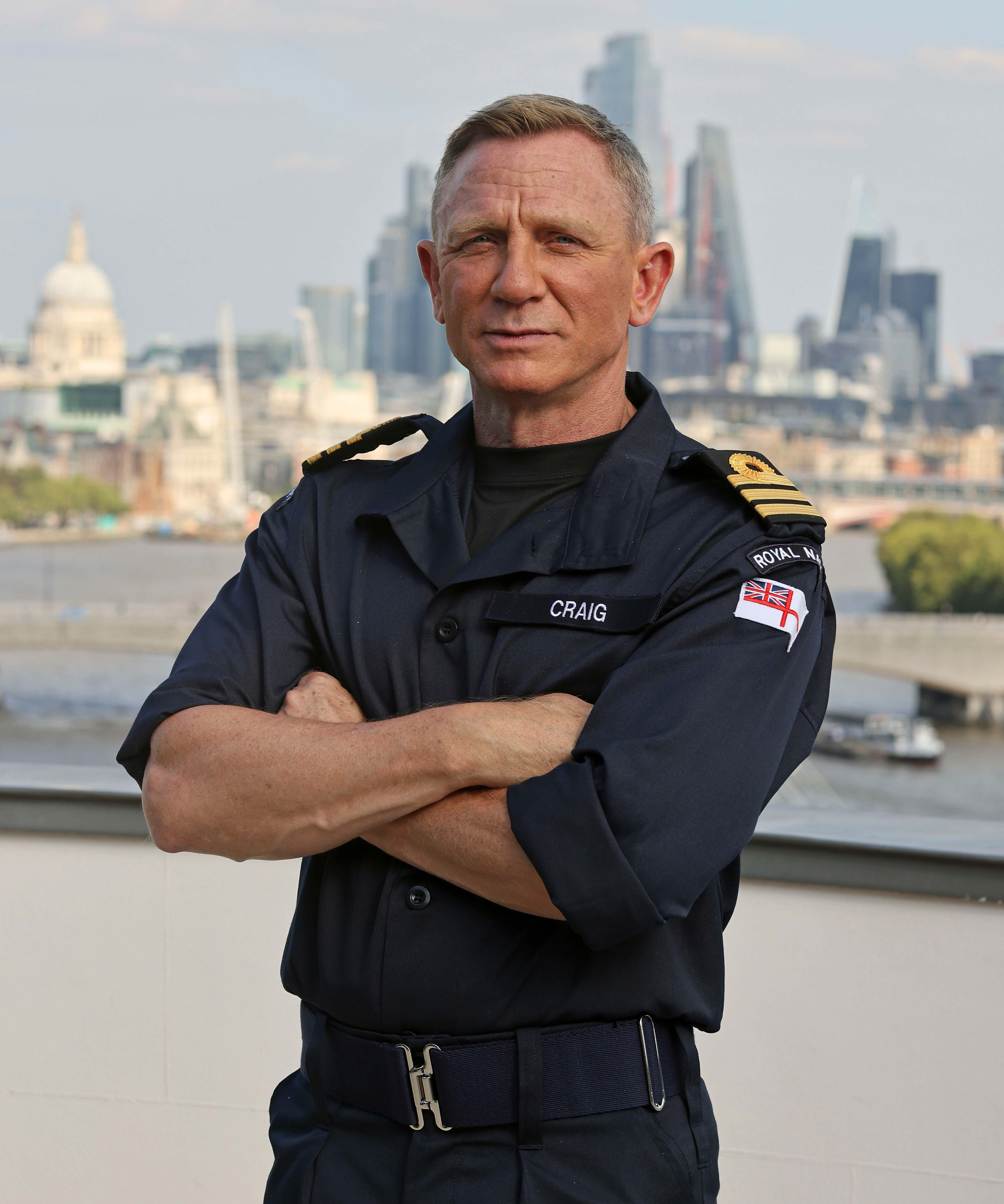
Daniel Craig reprisa seu papel como Benoit Blanc.

- Daniel Craig como Benoit Blanc: Um Detetive particular[7][8][9]
- Edward Norton como Miles Bron: Um bilionário e dono de uma empresa na área de tecnologia[10]

- Janelle Monáe como[7][8][11]
  - Helen Brand: A irmã gêmea idêntica de Andi, uma professora do ensino fundamental do Alabama.
  - Andi Brand: A irmã gêmea idêntica de Helen, cofundadora da Alpha e ex-sócia de negócios de Miles.

- Kathryn Hahn como Claire Debella: A governadora de Connecticut, agora concorrendo ao Senado dos Estados Unidos[12][13]
- Leslie Odom Jr. como Lionel Toussaint: O chefe de ciência da empresa de Miles[12][14]
- Kate Hudson como Birdie Jay: Uma ex-supermodelo hedonista e politicamente incorreta que se tornou designer de moda em Manhattan[12][15]
- Dave Bautista como Duke Cody: Um streamer de videogames e ativista dos direitos dos homens na Twitch e no YouTube[12][16]
- Jessica Henwick como Peg: Assistente de Birdie[12][17]
- Madelyn Cline como Whiskey: A namorada de Duke e assistente do canal do Twitch[12][18]
- Noah Segan como Derol: Um preguiçoso que vive na ilha de Miles. Segan apareceu anteriormente em Knives Out (2019) como Trooper Wagner[19]
- Jackie Hoffman como Ma: A mãe de Duke[20]
- Dallas Roberts como Devon Debella: O marido de Claire[21]

Além disso, Ethan Hawke aparece brevemente como o assistente de Miles (creditado como "Homem Eficiente"), Hugh Grant faz uma participação especial como Phillip, o parceiro doméstico de Blanc, e Joseph Gordon-Levitt faz a voz do relógio de Miles, o Hourly Dong; Gordon-Levitt teve uma participação vocal no filme anterior como o Detetive Hardrock. Vários célebres fazem participações especiais como eles mesmos, incluindo Stephen Sondheim, Angela Lansbury, Natasha Lyonne, Kareem Abdul-Jabbar, Yo-Yo Ma, Jake Tapper e Serena Williams. Sondheim e Lansbury faleceram antes do lançamento de Glass Onion, e o filme é dedicado a ambos. A imagem de Jared Leto e Jeremy Renner aparece em garrafas de kombucha e molho de pimenta, respectivamente.

## Produção

### Desenvolvimento
O filme Knives Out (2019) foi uma produção comercialmente bem-sucedida da MRC e da Lionsgate. Ele arrecadou mais de US$ 311 milhões com um orçamento de US$ 40 milhões, tornando-se o segundo filme original de maior bilheteria do ano que não foi baseado em algum conteúdo existente. Antes de seu lançamento, o escritor e diretor Rian Johnson provocou a possibilidade de uma sequência girando em torno do personagem principal, o Detetive Benoit Blanc.. A sequência foi oficialmente aprovada pela Lionsgate no início de 2022. Johnson esclareceu que não era uma continuação de seu antecessor, mas um filme independente com uma nova história e elenco, semelhante à série de romances de Hercule Poirot de Agatha Christie. Em Março de 2021, a Netflix superou a Amazon e a Apple em um leilão para adquirir os direitos do filme e outra sequência de Knives Out por US$ 469 milhões, com Johnson retornando como diretor e Daniel Craig definido para reprisar seu papel como Blanc. Um licitante perdedor chamou isso de um acordo inexplicável e "incompreensível".
Glass Onion: A Knives Out Mystery foi produzido com um orçamento de pelo menos US$ 40 milhões. Os membros da equipe de Knives Out retornando incluíam o diretor de fotografia Steve Yedlin, o editor Bob Ducsay e o compositor Nathan Johnson. Johnson, Craig e o produtor Ram Bergman estão recebendo mais de US$ 100 milhões por seus papéis em ambas as produções. Ao se juntar ao elenco, Dave Bautista disse que recebeu uma ligação inesperada de Johnson, na qual foi encorajado a fazer um teste para Glass Onion: A Knives Out Mystery. Kaley Cuoco disse que ficou arrasada depois que o papel para o qual ela fez o teste foi para Kate Hudson. As filmagens começaram em Spetses, uma ilha na Grécia, em 28 de Junho, e estavam na metade quando as filmagens saíram da Grécia em 30 de Julho. As filmagens terminaram em 13 de Setembro de 2021.

### Escrita
Johnson escreveu Glass Onion em 2020, durante o confinamento da COVID-19, tendo como cenário a Grécia como origem o desejo de viajar para o exterior quando as viagens internacionais estavam suspensas. Sua escrita começou com a premissa de que ele queria escrever um "mistério de férias" policial no estilo das histórias que Johnson adora, como Mal Sob o Sol, Morte no Nilo e O Fim de Sheila. Johnson deixou claro que Glass Onion não era uma continuação de seu antecessor, mas um filme independente com uma nova história e elenco, semelhante à série de romances de Hercule Poirot de Agatha Christie.
Além dos romances de Christie, ele se inspirou em "mistérios de assassinatos em fugas tropicais", como a adaptação cinematográfica de Evil Under the Sun, de Christie, e especialmente The Last of Sheila, dizendo: "É estruturado em torno de um grupo de amigos, ou inimigos, que têm uma dinâmica de poder com um de seus amigos bem-sucedidos. Começa com ele os convidando para vir e jogar este jogo de mistério de assassinato neste local exótico. Em The Last of Sheila, é em seu iate, e tudo acaba dando terrivelmente errado. É essencialmente assim que Glass Onion começa."
Johnson queria que o título do filme se referisse a algo oculto à vista de todos. Ele escolheu "vidro" porque é transparente. Ele procurou músicas com essa palavra em seu celular, finalmente escolhendo "Glass Onion", dos Beatles. A música aparece nos créditos finais.
O personagem Benoit Blanc foi revelado como gay no filme. Johnson disse que isso "não pareceu uma grande decisão" e "pareceu muito natural" ao retratar a vida doméstica de Blanc.

### Elenco
Johnson descreveu a escalação do filme como "dar um jantar". Dave Bautista disse que Johnson o encorajou a fazer um teste durante uma ligação não solicitada, e Kathryn Hahn garantiu seu papel em várias ligações de Zoom com Johnson.

### Gravações
Os membros da equipe de retorno de Knives Out incluíam o diretor de fotografia Steve Yedlin, o editor Bob Ducsay e o compositor Nathan Johnson. As filmagens começaram em Spetses, uma ilha na Grécia, em 28 de junho de 2021. Johnson descobriu a Villa 20 dos Amanzoe em Porto Heli e decidiu usá-la como um importante local de filmagem. Também abrigou o elenco e suas famílias durante a maior parte das filmagens, que Johnson descreveu como "férias de verão onde também fizemos um filme". As filmagens saíram da Grécia em 30 de julho para continuar filmando cenas internas e de Nova York em Belgrado, e terminaram oficialmente em 13 de setembro de 2021.
Além do título, o filme contém referências a outras músicas dos Beatles: duas das esculturas de vidro incluem uma morsa ("I Am the Walrus") e morangos ("Strawberry Fields Forever"), e o interruptor que controla o compartimento de segurança ao redor da Mona Lisa é modelado como "The Fool on the Hill".

## Lançamento
O filme estreiou durante o Festival Internacional de Cinema de Toronto 2022 no dia 10 de setembro, e foi lançado na plataforma Netflix no dia 23 de dezembro do mesmo ano.

### Marketing
Um teaser trailer de Glass Onion foi lançado em 8 de setembro de 2022, seguido por um trailer completo em 7 de novembro.
Johnson disse que ficou "chateado" porque "A Knives Out Mystery" foi adicionado como subtítulo aos materiais de marketing do filme, e que ele originalmente pretendia que o título do filme fosse simplesmente "Glass Onion", já que é uma história independente. Embora ele tenha dito que entendia a necessidade do público entender que Glass Onion fazia parte de uma série, ele sentiu que "o que me atrai é que é um novo romance lançado a cada vez", e que há uma tendência na indústria com "a gravidade de mil sóis em direção à narrativa serializada".

## Recepção

### Crítica
No site agregador de resenhas Rotten Tomatoes, 91% das 434 avaliações de críticos são positivas, com uma nota média de 7,9/10. O consenso do site diz: "Glass Onion traz Benoit Blanc de volta para mais um mistério extremamente divertido, completado por um elenco excepcional." O Metacritic, que usa uma média ponderada, atribuiu ao filme uma pontuação de 81 de 100, com base em 62 críticos, indicando "aclamação universal".
Owen Gleiberman, da Variety, elogiou o filme como "um mistério de jogo de conchas maior, mais chamativo e ainda mais elaboradamente multifacetado" do que o primeiro filme. Christy Lemire, do RogerEbert.com, deu ao filme 3 de 4 estrelas, escrevendo: "Os detalhes inteligentes, as divertidas menções a nomes e as críticas precisas à cultura insípida das celebridades mantêm o filme de Johnson animado quando ameaça se arrastar." Escrevendo para o The Guardian, Peter Bradshaw deu ao filme 4 de 5 estrelas e disse: "Glass Onion nunca é nada menos do que divertido, com sua sucessão de participações especiais de celebridades de primeira e segunda categoria aparecendo por todo lugar. E Johnson desvenda um flashback absolutamente espetacular cerca de meia hora depois do início da ação, que então se desenrola de volta aos dias atuais, nos dando todos os tipos de revelações atrevidas de mudança de ponto de vista."
Os personagens e o enredo do filme foram comparados aos magnatas dos negócios atuais. Calder McHugh, do Politico, descreveu o filme como "uma alegoria para todos nós que convivemos com os onipresentes Elon Musk, Donald Trump e Jeff Bezos", enquanto James Downie, da MSNBC, afirmou que a "mistura de arrogância, arrogância e ideias malfeitas" do personagem Miles Bron, interpretado por Norton, provavelmente trará à mente o dono do Twitter e entusiasta de carros em meio período, Elon Musk". Sobre a relevância do filme para a recente aquisição do Twitter por Elon Musk, Rian Johnson comentou: "Um amigo meu disse: 'Cara, parece que foi escrito esta tarde'. E isso é apenas uma espécie de acidente horrível, horrível, sabe?" Shirley Li, do The Atlantic, elogiou o filme por "observar os privilégios absurdos da riqueza e criticar a ignorância do 1%", como na "genialidade transbordante" da atuação de Edward Norton como Miles Bron. Clay Cockrell, um terapeuta para pessoas ricas, disse, escrevendo no The Guardian, que o filme ilustrava como os muito ricos não podiam confiar nem em seus amigos pré-riqueza, nem em novos amigos, como ele havia visto na vida real.

### Temas
Glass Onion explora temas como desigualdade de riqueza, o impacto da tecnologia, a influência de personalidades poderosas e até mesmo a gestão de esgoto no mundo de hoje. Em entrevistas sobre o filme, o diretor Rian Johnson, o produtor Ram Bergman e os atores compartilharam seus pensamentos sobre esses temas, sugerindo diferentes maneiras de interpretar a história. Johnson disse que o filme tem como objetivo fazer as pessoas pensarem, em vez de impor um ponto de vista específico. Ele acredita que histórias de mistério são ótimas para analisar o poder e a influência, assim como os livros de Agatha Christie, que refletem sua observação aguçada da sociedade.

## Sequência
A Netflix detém os direitos cinematográficos de pelo menos mais um filme da série. Em setembro de 2022, Johnson confirmou sua intenção de fazer mais. Mais tarde naquele mês, Craig e Johnson disseram separadamente que continuariam fazendo outros filmes da série, desde que ambos estivessem envolvidos juntos. Em novembro de 2022, Johnson disse que estava se preparando para trabalhar na escrita do terceiro filme. Em janeiro de 2023, Johnson confirmou que havia começado a escrever o roteiro do terceiro filme, afirmando que ele será tonalmente e tematicamente diferente dos anteriores. Johnson afirmou mais tarde que embora tivesse aprovado o subtítulo de A Knives Out Mystery para Glass Onion, ele gostaria de renomear a série e adicionar A Benoit Blanc Mystery como subtítulos para as futuras edições.
Em outubro de 2023, Johnson falou mais sobre o progresso de Knives Out 3 no TheWrap: "Eu obviamente não pude trabalhar durante a greve do Writers Guild of America e, agora que acabou, estou mergulhando com força total, e o filme está progredindo. Tenho a premissa, tenho o cenário, tenho o que o filme é em minha cabeça. É só uma questão de escrever a maldita coisa". Em maio de 2024, o título do terceiro filme foi anunciado como Wake Up Dead Man: A Knives Out Mystery. Em desenvolvimento desde 2023, as filmagens estão programadas para começar em junho de 2024, em Londres, e o lançamento está previsto para 2025. O filme será co-estrelado por Josh O'Connor, Cailee Spaeny, Andrew Scott, Kerry Washington, Glenn Close, Jeremy Renner, Mila Kunis, Daryl McCormack, Josh Brolin e Thomas Haden Church. Seguindo como os outros dois filmes receberam nomes de músicas, Wake Up Dead Man foi tirado da faixa de encerramento do álbum Pop, do U2.